# Geschützführer
Als Geschützführer (kurz: GF oder GsFhr) wird der Führer einer Geschützgruppe innerhalb der Artillerietruppe bezeichnet. Er ist somit gleichzusetzen mit einem Gruppenführer. Der Geschützführer trägt die Verantwortung für die ihm unterstellten Soldaten. Er ist dem Zugführer des Geschützzugs unterstellt.

## Militär

### Bundeswehr
In der Bundeswehr ist der Geschützführer der Kommandant der Panzerhaubitze 2000. Der Dienstposten eines Geschützführers wird von einem Unteroffizier mit Portepee besetzt und deshalb auch Geschützfeldwebel genannt. Die eingesetzten Dienstgrade erstrecken sich von Feldwebel bis Hauptfeldwebel.
Der Geschützführer ist für folgende Tätigkeiten verantwortlich:
- Ausbildung der Kanoniere
- Führung des Geschützes im Feuerkampf
- Überwachung der Tätigkeiten der Kanoniere im Feuerkampf
- Verwaltung und Wartung des ihm anvertrauten Geräts und Materials

Während seiner Ausbildung an der Artillerieschule erlernt der Geschützführer umfangreiches Wissen über Munition sowie über die Funktionsweise und Einsatz seines Geschützes, damit er dieses auch bei Ausfall einzelner Komponenten bedienen kann.